# بيل ليندسي (لاعب كرة قاعدة)
بيل ليندسي (بالإنجليزية: Bill Lindsay)‏ هو لاعب كرة قاعدة أمريكي، ولد في 24 فبراير 1881 في ماديسون في الولايات المتحدة، وتوفي في 14 يوليو 1963 في غرينزبورو في الولايات المتحدة.